# Коті Момоко
Момоко Коті (яп. 河内 桃子, Коті Момоко) (7 березня 1932 — 5 листопада 1998) — японська акторка.